# 拉什特
拉什特（羅馬化：Rašt [ɾæʃt] ⓘ，吉拉基语：Rəšt）位于伊朗西北部，是吉兰省的首府，在伊朗西北部最大的城市，靠近里海。拉什特也是一个主要的旅游中心。2016年人口为679,995。
在伊朗历史上，拉什特一直是一座边境城市，它的历史昵称之一是“dār al-marz”（边境之地）。

## 名人
- 玛嘉·莎塔碧：插图画家
- 瓦內莎·露德芭蘿姬：畫家、設計師